# Списак олимпијаца Југославије (1920-1992 ЗОИ)
Следећи списак представља списак југословенских олимпијаца по спортовима који су се такмичили на Олимпијским играма у периоду од 1920. до Зимских олимпијских игара 1992. За списак олимпијаца СР Југославије погледај: Списак српских олимпијаца и Списак црногорских олимпијаца.

## Летње олимпијске игре

### Атлетика
- Јосип Алебић
- Бреда Бабошек
- Јаша Баков
- Август Баншчак
- Јулије Бауер
- Звонко Безјак
- Слободан Бранковић
- Јоже Бродник
- Јерко Булић
- Иво Буратовић
- Алма Бутиа
- Симо Важич
- Мирко Виндиш
- Душан Вујачић
- Мирко Вујачић
- Петар Вукичевић
- Рудолф Галин
- Винко Галушић
- Ђуро Гашпар
- Олга Гере
- Петар Гоић
- Емил Горшек
- Милоје Грујић
- Иван Губијан
- Бранко Дангубић
- Снежана Данчетовић
- Михајло Димитријевић
- Божидар Ђурашковић
- Драган Здравковић
- Бранко Зорко
- Данило Жерјал
- Ване Ивановић
- Иван Иванчић
- Борут Инголич
- Велимир Илић
- Душан Јанићијевић
- Бранко Калај
- Бранислав Караулић
- Никола Клеут
- Жељко Кнапић
- Ђани Ковач
- Алекса Ковачевић
- Мирко Колник
- Васо Комненић
- Рок Копитар
- Данијел Корица
- Нада Котлушек
- Миро Коцуван
- Фрањо Крајцар
- Иван Кревс
- Сејад Крџалић
- Лидија Лапајне
- Роман Лешек
- Станко Лоргер
- Маријана Лубеј
- Леон Лукман
- Ђорђе Мајтан
- Рудолф Маркушић
- Даворин Марчеља
- Јулија Матеј
- Исмаил Мачев
- Јосип Међимурец
- Вилим Меснер
- Јован Микић
- Милан Милаков
- Леополд Милек
- Владимир Милић
- Фрањо Михалић
- Ханс Мор
- Велиша Мугоша
- Вељко Наранчић
- Вера Неферовић
- Вера Николић
- Андрија Отенхајмер
- Јелица Павличић
- Стеван Павловић
- Бреда Пергар
- Станко Перпар
- Биљана Петровић
- Милад Петрушић
- Здравко Печар
- Борислав Писић
- Александар Поповић
- Слободан Поповић
- Фрањо Преданић
- Радомир Радовановић
- Марија Радосављевић
- Дако Радошевић
- Крешо Рачић
- Марко Рачич
- Ото Ребула
- Вера Романић
- Звонимир Саболовић
- Милован Савић
- Срђан Савић
- Милан Спасојевић
- Алекса Спахић
- Јелица Станојевић
- Драга Стамејчич
- Ненад Стекић
- Милан Степишник
- Зулејка Стефанини
- Димитрије Стефановић
- Ђорђе Стефановић
- Лучано Сушањ
- Даниал Темим
- Миодраг Тодосијевић
- Александар Ћосић
- Ласло Убори
- Милена Усеник
- Наташа Урбанчич
- Гизела Фаркаш
- Недељко Фарчић
- Перослав Ферковић
- Хрвоје Фижулето
- Ђурђа Фочић
- Радојка Францоти
- Франц Хафнер
- Јанош Хегедиш
- Флора Хофман
- Снежана Хрепевник
- Здарвко Церај
- Новица Чановић
- Милена Челесник
- Франц Черван
- Милорад Чикић
- Слободанка Чоловић
- Петар Шегедин
- Олга Шиковец
- Лука Шкрињар
- Виктор Шнајдер
- Славко Шпан
- Станислав Шпорн
- Срећко Штиглић
- Драгутин Штритоф

### Бициклизам
Бициклизам на писти
- Бојан Ропрет
- Владо Фумић

Друмски бициклизам
- Алојз Бајц
- Антун Банек
- Цвитко Билић
- Валтер Бонча
- Мићо Брковић
- Бруно Булић
- Иван Валант
- Јоже Валенчич
- Руди Валенчич
- Невенко Валчић
- Фрањо Гартнер
- Ђуро Дукановић
- Јанез Закотник
- Александар Зорић
- Јанез Жировник
- Јосип Косматин
- Танасије Куваља
- Јанез Лампич
- Иван Левачић
- Стјепан Љубић
- Јуре Павлич
- Санди Папеж
- Веселин Петровић
- Еуген Плешко
- Јосип Покупец
- Винко Полончич
- Милан Поредски
- Аугуст Просеник
- Бојан Ропрет
- Јоже Смоле
- Коломан Совић
- Александар Страин
- Милан Трубан
- Бојан Удович
- Марко Цудерман
- Примож Черин
- Радош Чубрић
- Рајко Чубрић
- Роберт Шебеник
- Јосип Шкрабл
- Франц Шкерљ
- Јосип Шолар

### Бокс
- Светомир Белић
- Маријан Бенеш
- Мемет Богујевци
- Љубинко Веселиновић
- Звонимир Вујин
- Драган Вујковић
- Вукашин Добрашиновић
- Дарко Дукић
- Драгослав Јаковљевић
- Антон Јосиповић
- Слободан Качар
- Тадија Качар
- Томислав Келава
- Томислав Кризманић
- Жељко Мавровић
- Дејан Маровић
- Петар Милош
- Слободан Павловић
- Јован Пајковић
- Мате Парлов
- Миодраг Перуновић
- Ђорђе Петронијевић
- Мирослав Поповић
- Мирко Пузовић
- Мирослав Пауновић
- Стеван Редли
- Реџеп Реџеповски
- Братислав Ристић
- Аце Русевски
- Азиз Салиху
- Обрад Сретеновић
- Љубиша Симић
- Геза Тумбас
- Фазлија Шаћировић
- Дамир Шкаро
- Павле Шовљански

### Ватерполо
- Јурај Амшел
- Драган Андрић
- Душан Антуновић
- Вељко Бакашун
- Миливој Бебић
- Мислав Безмалиновић
- Синиша Беламарић
- Озрен Боначић
- Филип Боначић
- Марко Браиновић
- Перица Букић
- Лука Везилић
- Мирко Вичевић
- Бошко Вуксановић
- Божо Вулетић
- Зоран Гопчевић
- Игор Гочанин
- Божо Гркинић
- Дејан Дабовић
- Иво Ђованели
- Веселин Ђухо
- Маријан Жужеј
- Владимир Ивковић
- Зоран Јанковић
- Здравко Јежић
- Зоран Качић
- Хрвоје Качић
- Здравко Ковачић
- Милорад Кривокапић
- Ивица Куртини
- Бошко Лозица
- Роналд Лопатни
- Дени Лушић
- Предраг Манојловић
- Милош Марковић
- Урош Маровић
- Игор Милановић
- Миро Миховиловић
- Зоран Мустур
- Милан Мушкатировић
- Антон Нардели
- Фрањо Нонковић
- Томислав Пашквалин
- Ђорђе Перишић
- Зоран Петровић
- Дамир Полић
- Мирослав Пољак
- Андрија Поповић
- Ренцо Посинковић
- Ђуро Радан
- Жељко Радић
- Ловро Радоњић
- Горан Рађеновић
- Антун Роје
- Зоран Роје
- Винко Росић
- Ратко Рудић
- Ђуро Савиновић
- Мирко Сандић
- Божидар Станишић
- Карло Стипанић
- Саша Стрмац
- Горан Сукно
- Мирко Тарана
- Богдан Тошовић
- Слободан Трифуновић
- Иво Трумбић
- Томислав Фрањковић
- Здравко Хебел
- Винко Цвијетковић
- Лука Цигановић
- Иво Ципци
- Борис Чуквас
- Драгослав Шиљак
- Дубравко Шименц
- Златко Шименц
- Александар Шоштар
- Иво Штакула

### Веслање
- Клемент Алујевић
- Роман Амброжич
- Милан Арежина
- Јосип Бајло
- Романо Бајло
- Зденко Балаш
- Ћирил Бан
- Владимир Бањанац
- Јадран Барут
- Зденко Бего
- Бранко Белачић
- Борис Бељак
- Јоже Берц
- Бранко Бецић
- Дује Боначић
- Јосип Бујас
- Линардо Бујас
- Стипе Бујас
- Милан Буторац
- Велимир Валента
- Дарко Варга
- Дарио Видошевић
- Перица Влашић
- Анте Врчић
- Здравко Грацин
- Јанез Грбеља
- Шпиро Грубишић
- Антун Губерина
- Јосип Деспот
- Станко Деспот
- Свето Дреновац
- Божидар Ђорђевић
- Душко Ђорђевић
- Марјан Заниновић
- Дарко Зибар
- Антун Иванковић
- Мирко Иванчић
- Милан Јанша
- Милош Јанша
- Славко Јањушевић
- Давор Јеласка
- Слободан Јовановић
- Вице Јуришић
- Борис Клавора
- Луцијан Клева
- Душан Ковачевић
- Антун Крнчевић
- Дане Крнчевић
- Стипе Крнчевић
- Владимир Крстић
- Јаков Лабура
- Иво Липановић
- Јожа Ловец
- Лино Љубичић
- Дарко Мајсторовић
- Марко Мандић
- Никола Мардешић
- Павао Мартић
- Сеад Марушић
- Ладислав Матетић
- Драгомир Матулај
- Стево Мацура
- Станко Милош
- Саша Мимић
- Сашо Мирјанич
- Мате Мојтић
- Душко Мрдуљаш
- Емануел Мрдуљаш
- Садик Мујкич
- Владимир Некора
- Младен Нинић
- Срета Новичић
- Драган Обрадовић
- Петар Озретић
- Карло Павленч
- Зоран Панчић
- Драгутин Петровечки
- Миле Петровић
- Лазо Пивач
- Јанез Пинтар
- Адолф Поточар
- Јуре Поточник
- Бојан Прешерн
- Јадран Радовчић
- Јосип Реић
- Владета Ристић
- Синиша Рутешић
- Предраг Сарић
- Богдан Сиротановић
- Вјекослав Скалак
- Милорад Станулов
- Никола Стефановић
- Никола Стипаничев
- Раде Сунара
- Иво Талисманић
- Мате Тројановић
- Милан Ћулибрк
- Иво Фабрис
- Вид Фашаић
- Владимир Хорват
- Милан Хорватин
- Здравко Хуљев
- Драгутин Хусјак
- Златко Целент
- Алојз Цоља
- Никола Чупин
- Петар Шегвић
- Војко Шеравић
- Пашко Шкарица

### Гимнастика
Ритмичка гимнастика
- Милена Рељин
- Данијела Симић
- Дара Терзић

Спортска гимнастика
- Дамир Анић
- Едвард Антосијевич
- Наташа Бајин-Шљепица
- Драгица Баслетић
- Стјепан Болтижар
- Јанез Бродник
- Олга Бумбић
- Јоже Ваднов
- Маја Вершеч
- Ненад Видовић
- Ружа Војск
- Милош Вратич
- Мирјана Вукас
- Драган Гагић
- Вида Гербец
- Анчка Горопенко
- Борис Грегорка
- Конрад Грилц
- Стане Дерганц
- Анка Дринић
- Драгиња Ђипаловић
- Драгана Ђорђевић
- Стане Жилич
- Тања Жутић
- Марија Ивандекић
- Зоран Ивановић
- Карел Јанеж
- Драго Јелић
- Ивица Јелић
- Фрањо Јурјевић
- Миленко Керснић
- Јоже Колман
- Тереза Кочиш
- Антун Кропившек
- Јосип Кујунџић
- Славица Кундачина
- Миленко Лекић
- Миро Лонгика
- Едвард Мађар
- Антон Малеј
- Марсел Маркулин
- Димитрије Мерзликин
- Златица Мијатовић
- Михаел Освалд
- Алојз Петрович
- Невенка Погачник
- Растко Пољшак
- Јанез Порента
- Јоже Приможич
- Јанез Пристов
- Марта Пустишек
- Невенка Пушкаревић
- Душица Радивојевић
- Олга Рајковић
- Милица Рожман
- Сoња Рожман
- Лидија Рупник
- Ада Смолникар
- Нада Спасић
- Сретен Стефановић
- Марија Тежак
- Мирослав Форте
- Душан Фурлан
- Ерна Хавелка
- Стане Хластан
- Ивица Хмјеловац
- Катарина Хрибар
- Мирослав Церар
- Драгутин Циоти
- Иван Чаклец
- Нежа Черне
- Драго Шоштарић
- Тине Шрот
- Леон Штукељ
- Јакоб Шубељ

### Дизање тегова
- Владимир Зрнић
- Душан Мирковић
- Јоже Уранкар
- Леополд Херенчић

### Једрење
- Карло Бауман
- Карло Башић
- Антун Грего
- Зоран Калебић
- Јанко Космина
- Данко Мандић
- Роланд Милошевић
- Симо Николић
- Тонко Пивчевић
- Душан Пух
- Мински Фабрис
- Марио Фафангел

### Кајак и кану
Дивље воде
- Јанез Андријашич
- Петер Гузељ
- Франц Житник
- Златан Ибрахимбеговић
- Дубравко Матаковић
- Дамјан Преловшек
- Милан Спасовски
- Душан Тума
- Тоне Хочевар

Мирне воде
- Радован Божин
- Мирко Винценс
- Метод Габршчек
- Драган Десанчић
- Јосип Зидарн
- Владимир Игњатијевић
- Милан Јанић
- Александар Керчов
- Милош Краљ
- Јосип Липокатич
- Матија Љубек
- Мирко Нишовић
- Иван Охмут
- Станиша Радмановић
- Бојан Савник
- Душан Филиповић
- Иван Шабјан
- Златомир Шувачки

### Коњички спорт
- Алојз Лах
- Душан Мавец
- Стојан Модерц
- Владимр Сеуниг

### Кошарка
- Витал Ајселт
- Фрањо Араповић
- Анђелија Арбутина
- Весна Бајкуша
- Мерсада Бећирспахић
- Мира Бједов
- Стојна Вангеловска
- Жарко Варајић
- Елеонора Вилд
- Стојко Вранковић
- Бранко Вукићевић
- Благоја Георгиевски
- Слађана Голић
- Слободан Гордић
- Дражен Далипагић
- Мирољуб Дамјановић
- Иво Данеу
- Цветана Деклева
- Мирза Делибашић
- Весна Деспотовић
- Владе Дивац
- Сретен Драгојловић
- Полона Дорник
- Јосип Ђерђа
- Вера Ђурашковић
- Немања Ђурић
- Зорица Ђурковић
- Јуре Здовц
- Небојша Зоркић
- Рајко Жижић
- Аљоша Жорга
- Винко Јеловац
- Жељко Јерков
- Марјан Кандус
- Драган Капичић
- Корнелија Квесић
- Драган Кићановић
- Андро Кнего
- Жарко Кнежевић
- Драган Ковачић
- Јелица Комненовић
- Радивој Кораћ
- Борис Кристанчич
- Дује Крстуловић
- Тони Кукоч
- Мара Лакић
- Жана Лелас
- Миха Локар
- Биљана Мајсторовић
- Милун Маровић
- Зоран Мароевић
- Бојана Милошевић
- Вукица Митић
- Разија Мујановић
- Емир Мутапчић
- Данира Накић
- Миховил Накић
- Миодраг Николић
- Жељко Обрадовић
- Сања Ожеговић
- Жарко Паспаљ
- Софија Пекић
- Јасмина Перазић
- Звонимир Петричевић
- Александар Петровић
- Дражен Петровић
- Славица Печикоза
- Никола Плећаш
- Загорка Почековић
- Ратко Радовановић
- Радован Радовић
- Здравко Радуловић
- Дино Рађа
- Драгослав Ражнатовић
- Трајко Рајковић
- Љубодраг Симоновић
- Петар Сканси
- Бранко Скроче
- Зоран Славнић
- Иван Сунара
- Ратомир Тврдић
- Марија Тонковић
- Крешимир Ћосић
- Марија Узелац
- Сабит Хаџић
- Владимир Цветковић
- Данко Цвјетићанин
- Драгутин Чермак
- Зоран Чутура
- Дамир Шолман
- Славица Шука

### Мачевање
- Александар Васин
- Еуген Јакобчић
- Вера Јефтимијадес
- Мирко Коршич
- Маргит Кристијан
- Владимир Мажуранић
- Едо Марион
- Александар Николић
- Марјан Пенгов
- Павао Пинтарић
- Миливој Радовић
- Ивка Тавчар
- Бранимир Третињак
- Крешимир Третињак
- Фрањо Фрелих
- Ђуро Фројнд

### Одбојка
- Владимир Богоевски
- Ивица Јелић
- Боро Јовић
- Младен Кашић
- Здравко Куљић
- Слободан Лозанчић
- Радован Малевић
- Миодраг Митић
- Горан Србиновски
- Александар Тасевски
- Љубомир Травица
- Владимир Трифуновић

### Пливање
- Гојко Арнери
- Иво Арчанин
- Благо Барбијери
- Хрвоје Барић
- Ђурђица Бједов
- Ана Бобан
- Владо Бриновец
- Атилије Вентурини
- Бранко Видовић
- Драшко Вилфан
- Данијел Врховшек
- Тоне Газари
- Зденка Гашпарач
- Змај Дефилипис
- Здравко Дивјак
- Слободан Дијаковић
- Миховил Дорчић
- Вања Илић
- Милан Јегер
- Винка Јеричевић
- Слободан Кићовић
- Јанез Коцмур
- Славко Курбановић
- Игор Мајцен
- Ненад Милош
- Предраг Милош
- Иван Павелић
- Александар Павличевић
- Цирил Пелхан
- Ђорђе Перишић
- Борут Петрич
- Дарјан Петрич
- Анамарија Петричевић
- Јанко Пухар
- Ловро Радоњић
- Вељко Рогошић
- Антун Роје
- Сандро Рудан
- Ђуро Сентђерђи
- Владо Смоквина
- Маријан Стипетић
- Никола Тројановић
- Тоне Церер
- Мирјана Шегрт
- Борис Шканата

### Рвање
- Бернард Бан
- Боривој Вуков
- Зоран Галовић
- Војислав Голошин
- Никола Грбић
- Сретен Дамјановић
- Ристо Дарлев
- Борис Димовски
- Стипан Дора
- Коце Ефремов
- Првослав Илић
- Бела Јухас
- Карољ Касап
- Горан Касум
- Момир Кецман
- Калман Киш
- Славко Колетић
- Карољ Копас
- Владо Лисјак
- Бошко Маринко
- Бранислав Мартиновић
- Абдула Мемети
- Рефик Мемишевић
- Мирослав Мецнер
- Исо Милованчев
- Стеван Нађ
- Милан Ненадић
- Чедо Николовски
- Дарко Нишавић
- Фрањо Палковић
- Момир Петковић
- Франц Подлесек
- Киро Ристов
- Ђула Сабо
- Нандор Сабо
- Сефер Салиовски
- Шабан Сејди
- Иштван Семереди
- Бранислав Симић
- Јожеф Тертељи
- Бела Торма
- Карољ Тот
- Шабан Трстена
- Антун Фишер
- Иван Фргић
- Стеван Хорват
- Петар Цуцић
- Ференц Чаба
- Карло Човић
- Јосип Чорак
- Бела Чузди
- Томо Шестак
- Зоран Шоров
- Симеон Шутев

### Рукомет
- Златан Арнаутовић
- Абас Арсланагић
- Мирко Башић
- Владо Бојович
- Чедомир Бугарски
- Ермин Велић
- Албин Видовић
- Бисерка Вишњић
- Зорица Војиновић
- Веселин Вујовић
- Веселин Вуковић
- Зита Галиц
- Аднан Диздар
- Радмила Дрљача
- Славица Ђукић
- Драгица Ђурић
- Мирјана Ђурица
- Јовица Елезовић
- Емилија Ерчић
- Зоран Живковић
- Здравко Зовко
- Зденко Зорко
- Катица Илеш
- Миле Исаковић
- Љубинка Јанковић
- Борис Јарак
- Славица Јеремић
- Драго Јововић
- Павле Јурина
- Милан Калина
- Милорад Каралић
- Светлана Китић
- Наташа Колега
- Енвер Косо
- Радивој Кривокапић
- Мирјана Крстић
- Слободан Кузмановски
- Ђорђе Лаврнић
- Милан Лазаревић
- Љиљана Марковић
- Петер Махне
- Мухамед Мемић
- Јасна Мердан Колар
- Весна Милошевић
- Здравко Миљак
- Светлана Мичић
- Слободан Мишковић
- Драган Младеновић
- Јасмин Мркоња
- Љиљана Мугоша
- Светлана Мугоша
- Алваро Начиновић
- Велибор Ненадић
- Горан Нерић
- Жељко Нимш
- Стјепан Обран
- Светлана Обућина
- Мирјана Огњеновић
- Зорица Павићевић
- Радислав Павићевић
- Горан Перковац
- Драгана Пешић
- Бранислав Покрајац
- Небојша Поповић
- Златко Портнер
- Мирослав Прибанић
- Јасна Птујец
- Изток Пуц
- Роландо Пушник
- Весна Радовић
- Здравко Рађеновић
- Славица Ринчић
- Момир Рнић
- Рада Савић
- Златан Сарачевић
- Добривоје Селец
- Звонимир Сердарушић
- Ирфан Смајлагић
- Десанка Стојановић
- Предраг Тимко
- Ана Титлић
- Петар Фајфрић
- Јожеф Холперт
- Хрвоје Хорват
- Јовица Цветковић
- Аленка Цудерман
- Бранко Штрбац

### Скокови у воду
- Бранко Зихерл

### Стони тенис
- Зоран Калинић
- Илија Лупулеску
- Гордана Перкучин
- Зоран Приморац
- Јасна Фазлић

### Стреличарство
- Бојан Постружник
- Зоран Матковић

### Стрељаштво
- Валентина Атанасковски
- Петар Бајић
- Бисека Врбек
- Рудолф Вук
- Владимир Гроздановић
- Рајмонд Дебевец
- Едвард Долоренцо
- Душан Епифанић
- Лазар Јовановић
- Мирјана Јововић
- Јован Кратохвил
- Бранислав Лончар
- Горан Максимовић
- Младенка Маленича
- Немања Марковић
- Златко Машек
- Здравко Милутиновић
- Илија Ничић
- Срећко Пејовић
- Франц Петернел
- Десанка Пешут
- Естер Пољак
- Стјепан Праухарт
- Слободан Пауновић
- Мирослав Стојановић
- Јосип Ћук
- Карло Умек
- Шаћир Џеко
- Јасна Шекарић
- Мирослав Шипек

### Тенис
- Сабрина Голеш
- Ђорђе Дунђерски
- Слободан Живојиновић
- Горан Иванишевић

### Фудбал
- Андрија Анковић
- Сава Антић
- Милорад Арсенијевић
- Александар Атанацковић
- Драгутин Бабић
- Мехмед Баждаревић
- Мирсад Баљић
- Ивица Барбарић
- Владимир Беара
- Звонко Бего
- Иван Бек
- Рудолф Белин
- Ибрахим Биоградлић
- Стјепан Бобек
- Антун Боначић
- Вујадин Бошков
- Драгољуб Брновић
- Маријан Брнчић
- Мирослав Брозовић
- Божо Брокета
- Тодор Веселиновић
- Фрањо Вефл
- Благоје Видинић
- Јошко Видошевић
- Владимир Винек
- Драгутин Враговић
- Стјепан Врбанчић
- Драгутин Врђука
- Златко Вујовић
- Зоран Вујовић
- Светозар Вујовић
- Бернард Вукас
- Милан Галић
- Фрањо Гилер
- Иван Гранец
- Ненад Грачан
- Иван Гудељ
- Еуген Дасовић
- Стјепан Деверић
- Милорад Дискић
- Артур Дубравчић
- Владимир Дурковић
- Љубиша Ђорђевић
- Владислав Ђукић
- Милко Ђуровски
- Марко Елснер
- Анте Жанетић
- Вјекослав Жупанчић
- Славен Замбата
- Бранко Зебец
- Милутин Ивковић
- Томислав Ивковић
- Иван Јазбиншек
- Лазар Јевтић
- Миодраг Јовановић
- Милан Јовин
- Давор Јозић
- Фахрудин Јусуфи
- Сречко Катанец
- Ратко Кацијан
- Никица Клинчарски
- Томислав Кнез
- Александар Козлина
- Андрија Којић
- Бора Костић
- Младен Кошчак
- Доброслав Крстић
- Мишо Крстичевић
- Драгоје Лековић
- Лазар Лемић
- Лука Липошиновић
- Љубомир Ловрић
- Славко Луштица
- Душан Маравић
- Маријан Марјановић
- Владимир Матијевић
- Фране Матошић
- Жељко Матуш
- Јован Миладиновић
- Душко Милинковић
- Цвијан Милошевић
- Бранко Миљуш
- Рајко Митић
- Милорад Митровић
- Првослав Михајловић
- Мирко Михић
- Анте Мирочевић
- Митар Мркела
- Мухамед Мујић
- Јовица Николић
- Тихомир Огњанов
- Ивица Осим
- Бела Палфи
- Драган Пантелић
- Златко Папец
- Жељко Перушић
- Емил Першка
- Душан Петковић
- Александар Петровић
- Душан Пешић
- Јосип Пирмајер
- Емил Плацериано
- Владица Поповић
- Бранимир Поробић
- Данко Премл
- Боро Приморац
- Иван Пудар
- Љубомир Радановић
- Петар Раденковић
- Круно Радиљевић
- Лазар Радовић
- Никола Радовић
- Здравко Рајков
- Сребренко Репчић
- Новак Рогановић
- Јанко Родин
- Јован Ружић
- Рудолф Рупец
- Тони Савевски
- Спасоје Самарџић
- Никола Симић
- Адмир Смајић
- Велимир Сомболац
- Кузман Сотировић
- Љубомир Спајић
- Предраг Спасић
- Бранко Станковић
- Вујадин Станојковић
- Стеван Стојановић
- Драган Стојковић
- Станко Тавчар
- Јосип Такач
- Силвестер Такач
- Коста Томашевић
- Семир Туце
- Иван Ћурковић
- Мирсад Фазлагић
- Владимир Фирм
- Милош Хрстић
- Иван Хорват
- Борислав Цветковић
- Душан Цветковић
- Звонимир Цимерманчић
- Славин Циндрић
- Томислав Црнковић
- Никица Цукров
- Жељко Чајковски
- Златко Чајковски
- Владо Чапљић
- Ратко Чолић
- Владимир Чонч
- Милан Чоп
- Драган Џајић
- Рефик Шабанаџовић
- Иван Шантек
- Џевад Шећербеговић
- Драгослав Шекуларац
- Милош Шестић
- Јарослав Шифер
- Геза Шифлиш
- Јосип Шолц
- Милутин Шошкић
- Фрањо Шоштарић
- Давор Шукер

### Џудо
- Павле Бајчетић
- Драгомир Бечановић
- Иван Видмајер
- Војо Вујевић
- Горан Жувела
- Радомир Ковачевић
- Драган Кусмук
- Рајко Кушић
- Филип Лешчак
- Станко Лопатић
- Славко Обадов
- Франц Очко
- Славко Сикирић
- Иван Тодоров
- Станко Тополчник

## Зимске олимпијске игре

### Алпско скијање
- Мајда Анкеле
- Грега Бенедик
- Клемен Бергант
- Јоже Бертонцељ
- Енис Бећирбеговић
- Аријана Борас
- Марина Видовић
- Јоже Газвода
- Миран Гашпершич
- Мојца Дежман
- Фриц Детичек
- Лудвиг Дорниг
- Весна Дунимаглоска
- Роберт Жан
- Емил Жнидар
- Ања Завадлав
- Катарина Зајц
- Јанез Зиблер
- Слава Зупанчич
- Јоже Илија
- Слађан Илић
- Блаж Јакопич
- Томаж Јемц
- Метка Јерман
- Марко Кавчич
- Андреј Клинар
- Андреј Кожељ
- Бојан Крижај
- Јоже Куралт
- Петер Лакота
- Игор Латиновић
- Андреја Лесковшек
- Матевж Луканц
- Славко Луканц
- Саша Молнар
- Тине Мулеј
- Ађин Пашовић
- Зоран Перушина
- Рок Петрович
- Јанеж Плетершек
- Цирил Прачек
- Ото Пустослемшек
- Матеја Свет
- Борис Стрел
- Един Терзић
- Нуша Томе
- Криста Фанедл
- Јуре Франко
- Хуберт Хајм
- Рајмон Хоро
- Франц Цвенкељ
- Томаж Церковник
- Томаж Чизман
- Франци Чоп
- Вероника Шарец
- Јанко Штефе

### Биатлон
- Марјан Бургар
- Јуре Велепец
- Марјан Видмар
- Младен Грујић
- Фрањо Јаковац
- Адмир Јамак
- Андреј Ланишек
- Томислав Лопатић
- Зоран Ћосић

### Боб
- Борислав Вујадиновић
- Драгиша Јовановић
- Никола Корица
- Мирослав Пандуревић
- Ненад Продановић
- Борис Рађеновић
- Зоран Соколовић
- Огњен Соколовић
- Здравко Стојнић
- Синиша Тубић
- Марио Фрањић

### Брзо клизање
- Дубравка Вукушић
- Ненад Жванут
- Бибија Керла
- Славенко Ликић
- Бехудин Мердовић
- Бајро Ченановић

### Нордијска комбинација
- Леон Беблер
- Јанез Горјанц
- Тоне Дечман
- Радо Истенич
- Албин Јакопич
- Роберт Каштрун
- Тоне Разингер

### Санкање
- Исмар Биоградлић
- Душан Драгојевић
- Дајана Карајица
- Суад Карајица
- Игор Шпирић

### Скијашки скокови
- Васја Бајц
- Бране Бенедик
- Бојан Глобочник
- Јанез Горишек
- Матјаж Дебелак
- Јанез Демшар
- Томаж Долар
- Бранко Долхар
- Лудвик Зајц
- Јоже Зидар
- Иво Зупан
- Матјаж Зупан
- Петер Ержен
- Албин Јакопич
- Божо Јемц
- Карел Кланчник
- Рајко Лотрич
- Јанко Межик
- Марјан Месец
- Албин Новшак
- Богдан Норчич
- Миро Оман
- Франц Палме
- Марјан Печар
- Јанез Полда
- Франц Прибошек
- Данило Пудгар
- Драго Пудгар
- Албин Рогељ
- Миран Тепеш
- Примож Улага
- Петер Штефанчич

### Скијашко трчање
- Беким Бабић
- Мирко Бавче
- Амалија Белај
- Стане Бербар
- Нада Бирко-Кустец
- Бисерка Воденлич
- Сашо Грајф
- Душан Ђуришич
- Тоне Ђуришич
- Душан Зинаја
- Ловро Жемва
- Август Јакопич
- Јанко Јанша
- Јошко Јанша
- Максимилијан Јеленц
- Владимир Кајзељ
- Алојз Керштајн
- Алојз Кланчник
- Јоже Клеменчич
- Петер Клофутар
- Стане Кмет
- Леон Кнап
- Јоже Книфиц
- Јанко Кобентар
- Ангела Кордеж
- Матевж Кордеж
- Милена Кордеж
- Јанеж Кршинар
- Александар Миленковић
- Јана Млакар
- Јанез Млинар
- Метка Муних
- Јанез Павчич
- Цвето Павчич
- Мирко Пандаковић
- Антон Погачник
- Тоне Разингер
- Борис Режек
- Мара Рекар
- Штефан Робач
- Роман Сељак
- Ладо Сенчар
- Момо Скокић
- Франц Смолеј
- Татјана Смолникар
- Андреја Смрекар
- Здравко Хлебања
- Иво Чарман
- Зденко Швигељ

### Уметничко клизање
- Милан Беговић
- Санда Дубравчић
- Жељка Чижмешија

### Хокеј на леду
- Јанез Албрехт
- Александар Анђелић
- Божидар Беравс
- Славко Беравс
- Игор Берибак
- Мустафа Бешић
- Дејан Бурник
- Винко Валентар
- Андреј Видмар
- Антон Јоже Гале
- Мирослав Гојановић
- Марјан Горенц
- Мирољуб Ђорђевић
- Марјан Жбонтар
- Франци Жбонтар
- Богдан Јакопич
- Богомир Јан
- Иво Јан
- Владо Југ
- Игнац Кавец
- Петер Клеменц
- Цирил Клинар
- Рудолф Кнез
- Јоже Ковач
- Маријан Кристан
- Миран Крмељ
- Бојан Кумар
- Војко Лајовец
- Мирослав Лап
- Томаж Лепша
- Домине Ломовшек
- Блаж Ломовшек
- Јанез Млакар
- Драго Млинарец
- Мурајица Пајић
- Јанез Петач
- Силво Пољаншек
- Цвето Претнар
- Јанез Путерле
- Виктор Равник
- Игор Радин
- Франц Разингер
- Бојан Разпет
- Иво Ратеј
- Борис Рено
- Драго Савич
- Матјаж Секељ
- Штефан Семе
- Роман Смолеј
- Франц Смолеј
- Виктор Тишлер
- Албин Фелц
- Едуард Хафнер
- Горазд Хити
- Руди Хити
- Мирко Холбус
- Драго Хорват
- Рашид Шемсединовић
- Звоне Шувак
- Иван Шчап

## Остало
- Тенис је на Олимпијским играма 1984. био демонстративни спорт, а Југославију су представљале Сабрина Голеш и Рената Шашак.
- Теквондо је на Олимпијским  играма 1988. био демонстративни спорт. Југославију су представљали Ивица Клаић, Дражен Перковић и Роберт Томашевић.